# Gustaf Edman

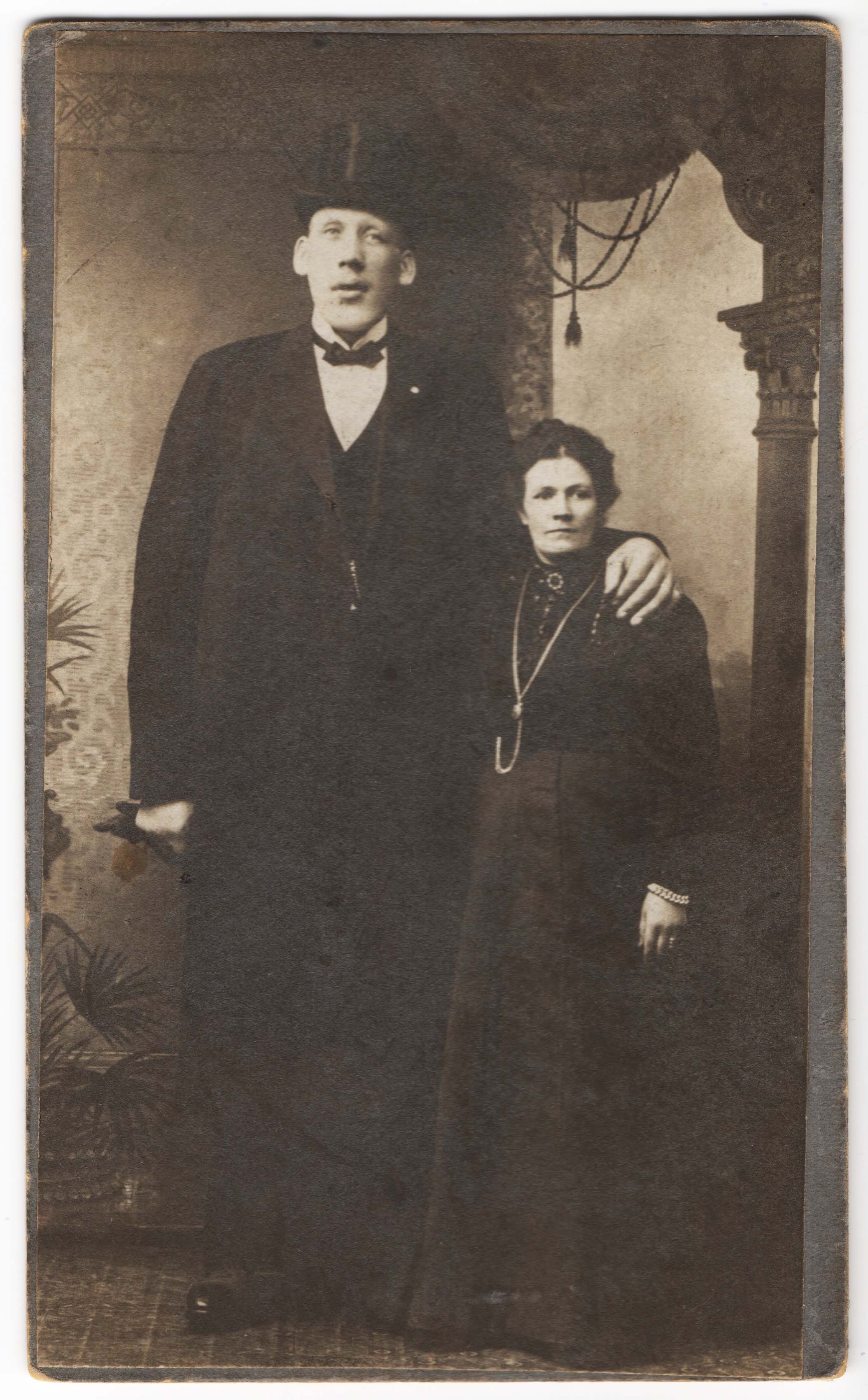

Karl Gustaf Emmerik Edman, kallad Jätten, född 4 februari 1882 vid Kärne i Burs på Gotland, död 3 oktober 1912 i Finland, är Sveriges förmodligen längste man någonsin. Han står ännu med i Guinness rekordbok på elfte plats. 
Gustaf Edman var son till Karl Petter Edman (f.1855) och Maria Augusta Gustafsson Gustavsdotter (f.1857) som båda var av medellängd. Han hade sammanlagt fyra syskon: Carl Gustaf Allgott (1880-1882), Ester Maria Carolina, (1883-1918), Anna Alida Edman (1884-1897) och Augusta Olivia Wilhelmina (f.1886).
Edman ska ha varit 242 cm lång (vissa källor säger 246 cm) och vägt 230 kg. Hans famnmått var 285 cm och han hade 56 i skostorlek. Edman bodde under en tid i Övre Hyltan utanför Oskarshamn. Han gifte sig med Anna Regina Persson från Brunflo i Jämtland. Deras enda son var av medellängd. Som ung arbetade Edman som dräng men senare livnärde han sig som Jätten Edman genom att göra kraftprov med hästskor och tyngder på marknader och cirkusar.
Edman dog vid 30 års ålder av tyfus under en turné i Finland. På Bötterums hembygdsgård i Långemåla kan bland annat hans säng och skor beskådas. Han står som staty i trä i naturlig storlek i sin hemby Burs på södra Gotland. Statyn är gjord av Armin Irwahn 1996. I maj 1904 skrev tidningen Gotlänningen om Gustaf Edman. I artikeln finns uppgiften att han skulle ha haft en syster som vid 16 års ålder var 213 cm.